# Marija Napuljska
Marija (talijanski Maria; 14. stoljeće) bila je članica kuće Anjou i kraljica Mallorce. Marijin je otac bio kralj Karlo II. Napuljski; Marijina je majka bila kraljica Marija Arpadović, podrijetlom iz Mađarske.
Godine 1308. Marija Napuljska udala se za Sanča, kralja Mallorce. Budući da par nije imao djece, postojala je opasnost da će nova kraljevina Mallorca „nestati“. Kralj Sančo odredio je svoga nećaka Jakova za nasljednika. Marija je nadživjela Sanča i preudala se za Jakova od Ejerice.
Marija nije imala djece ni s drugim suprugom.